# Jasność i ciemność
Jasność i ciemność – apologia Cypriana Kamila Norwida z 1850.

## O tekście
Jasność i ciemność została wysłana na paryski adres Augusta Cieszkowskiego 13 listopada 1850. Stanowi ona podsumowanie dwutygodniowych dyskusji, jakie poeta toczył z Cieszkowskim i Zygmuntem Krasińskim, odczytując im świeżo napisane dialogi Promethidiona. Wbrew jego oczekiwaniom utwór spotkał się z krytyką obydwu przyjaciół, którzy zarzucali mu ciemność i niezrozumiałość. Krasiński był zresztą w tym czasie już od roku poróżniony z Norwidem na tle odmiennych poglądów polityczno-społecznych i uważał go niemal za komunistę. Następnego dnia po wysłaniu apologii Norwid wspominał o swych sporach w liście do J. B. Zaleskiegoː Widuję tu Augusta, który wkrótce odjedzie, i sprzeczam się co drugi dzień – z różnymi. Tekst został opublikowany w 1924 przez Józefa Ujejskiego w numerze 46 Wiadomości Literackich. 
Utwór został dedykowany A.C. i Z. K. Poprzedza go motto z Obrony Sokratesaː Ale już czas rozejścia... ja, abym zmarł, wy – abyście w życiu pozostali. Kto z nas dział lepszy wybrał? To jeszcze dla wszystkich tajemnicą, wyjąwszy dla Boga.

## Treść
Poeta stwierdza, że nie myśli bronić się od zarzutu, że jest ciemny w piśmie, bo w ten sposób uniemożliwiłby porozumienie się. Musi wierzyć, że jest rozumiany. Dlatego raczej zaprzecza, stwierdzając jak się sprawy mają. Unikanie ciemności jest kierunkiem, który pożera swoją twórczość. A ci który tak postępują i tak zginą, bo unikać ciemności wysławiania się znaczy tyle samo co jej szukać. Bowiem światłość w ciemności świeci, a ciemności jej nie ogarnęły. Każda inna światłość potępia samą siebie, co dzień, co gazeta, aż się zniszczy. A wtedy Słowo wstanie, którego wszyscy pragną, dla którego Norwid uchodzi za nieuka i wariata. Polska niczego od tego kończącego się słowa nie może już oczekiwać. Stąd pochodzi rozdźwięk między narodem a społeczeństwem. Naród bowiem opiera się na słowie nowym, idącym ku życiu, a społeczeństwo (towarzystwo) zasklepiło się w starym i odpycha każdego, kto je pragnie oświecić. 
Tylko to co rozumne może mieć za cel jasność, ale przez to staje się jak mówi Pismo ciemnością zewnętrzną, gdzie jest płacz i zgrzytanie zębów. Dlatego tak jasna szkoła Woltera i inne jej podobne zabiły sztukę. To co mądre jasność ma za przymiot, nie za cel, a z a drugi przymiot – ciemność, tą ciemność, która jest obrysowaniem konturu prawdy, podczas gdy światło jest jej kolorem. I dlatego Dante ciemny jest do dzisiaj w wielu miejscach, podobnie Szekspir i Krasiński, niekiedy Cieszkowski, często Zaleski, prawie zawsze Mickiewicz. Dawniej Sokrates, który nie mogąc się jasno wytłumaczyć, musiał umrzeć, a dalej ciemni są Plato, Cyceron, Epiktet, święty Paweł i święty Jan w Apokalipsie.
Cały ruch intelektualny, który niepokoi współczesną Europę, rozpoczął się w Polsce i w Polsce znajdzie rozwiązanie. Norwid starał się być jego świadkiem i przewiduje, że tak jak ten który dał mu początek, dopiero przy śmierci był świadkiem początków rozjaśniania się swojej myśli, tak podobnie będzie z zakończeniem tego procesu. 